# Marina chrysorrhiza
Marina chrysorrhiza là một loài thực vật có hoa trong họ Đậu. Loài này được (A.Gray) Barneby miêu tả khoa học đầu tiên.